# Betta miniopinna
Betta miniopinna är en fiskart som beskrevs av Tan och Tan, 1994. Betta miniopinna ingår i släktet Betta och familjen Osphronemidae. IUCN kategoriserar arten globalt som akut hotad. Inga underarter finns listade.